# Вайзе, Мартин (антифашист)
Мартин Вайзе (нем. Martin Weise; 12 мая 1903 года, Торгау, Германская империя — 15 ноября 1943 года, Бранденбург-на-Хафеле, нацистская Германия) — немецкий политик, антифашист, член движения Сопротивления во время Второй мировой войны, член организации «Красная капелла».

## Биография
Мартин Вайзе родился 12 мая 1903 года в Торгау, в Германии. Он был сыном учителя, вырос в Берлине, где в 1921 году вступил в Коммунистический союз молодёжи Германии (KJVD). В 1927 году стал членом Коммунистической партии Германии (KPD). В 1922 году начал изучать историю и философию, но в 1924 году из-за материальных трудностей был вынужден прервать обучение. В 1928 году стал безработным. До этого на протяжении нескольких лет служил клерком в страховой компании. С 1929 по 1933 год был районным советником от коммунистической партии в Берлин-Нойкельне. С 1930 года писал статьи для «Красного знамени» («Die Rote Fahne»), главного печатного органа Коммунистической партии Германии. После прихода нацистов к власти в Германии в 1933 году стал редактором нелегальной антифашистской газеты. В 1933–1934 годах глава Рейхскомитета безработных в Берлине.
В 1934 году был арестован и 3 года провел в заключении в тюрьме Бранденбурга. Здесь познакомился с невестой Фридой Зейдлиц, связной Коммунистической партии Германии, также арестованной гестапо. После освобождения из тюрьмы в 1937 году, был депортирован в концлагерь Заксенхаузен. После освобождения из концентрационного лагеря в апреле 1939 года вышел на связь с соратниками, в том числе и с Вильгельмом Гуддорфом. Вместе с ним он установил контакт с антифашистами Бернхардом Бейстлайном и Робертом Абшагеном. Вместе с Джоном Зигом, Фрицем Лангом и Вальтер Хуземаном с конца 1941 года в Берлине регулярно издавал антифашистский журнал «Внутренний фронт».

### Арест и казнь
Мартин Вайзе был арестован гестапо в декабре 1942 года. В октябре 1943 года Народный суд признал его виновным в заговоре с целью совершения государственной измены и приговорил к высшей мере наказания. Приговор привели в исполнение 15 ноября 1943 года.

### Память
В ГДР существовала Политехническая школа в Берлине имени Мартина Вайзе.
В сентябре 1998 года в доме 42 на Йонасштрассе в Берлин-Нойкёльне была установлена мемориальная доска в память о нём.